# Jindřich Francek
Jindřich Francek (* 2. února 1943 Hradec Králové) je český historik a archivář.

## Život
Vystudoval dějepis a archivnictví na Filozofické fakultě Univerzity Karlovy. Po absolvování školy působil dvacet let ve Státním oblastním archivu v Zámrsku, než 1. září 1991 nastoupil do Státního okresního archivu v Jičíně, kde se stal ředitelem. V pozici ředitele SOkA Jičín působil až do listopadu 2008. Zabývá se především městskými a právními dějinami českých zemí v 16.–18. století, problematikou zločinu a trestu a regionální historií Jičína a okolí.

## Dílo
- Dokumenty přátelství. Z dějin československo-sovětských vztahů na Královéhradecku v letech 1918-1939. Hradec Králové : Kruh, 1981. 209 s.
- Kořeny přátelství. Kapitoly z dějin čs.-sovětských vztahů ve východních Čechách v letech 1917-1939. Hradec Králové : Kruh, 1987. 258 s.
- Chlumecké hrdelní příběhy. Praha : Paseka, 1993. 165 s. ISBN 80-85192-09-8.
- Kryštof Harant z Polžic a Bezdružic. Pecka : Obecní úřad Pecka ; Jičín : Okresní úřad Jičín, 1994. 75 s. ISBN 80-238-2797-9.
- Mistři ostrého meče. Pardubice : Východočeské muzeum, 1995. 60 s.
- Zločin a trest v českých dějinách. Praha : Rybka : Euromedia Group : Knižní klub, 1999. 463 s. ISBN 80-242-0087-2; 2. vyd. Praha : Rybka, 2000. 543 s. ISBN 80-86182-57-6; 3. vyd. Praha : Rybka, 2007. 543 s. ISBN 978-80-86182-91-9.
- Zločin a sex v českých dějinách. Manželské spory a sexuální kriminalita v raném novověku. Praha : Rybka : Knižní klub, 2000. 254 s. ISBN 80-86182-29-0.
- Dějiny loupežnictva. Praha : Rybka, 2002. 370 s. ISBN 80-86182-66-5.
- Jičín. Praha ; Litomyšl : Paseka, 2004. 69 s. ISBN 80-7185-682-7.
- Čarodějnické příběhy. Praha ; Litomyšl : Paseka, 2005. 249 s. ISBN 80-7185-697-5.
- Příběh tajné lásky. Eliška Kateřina Smiřická a její sexuální skandál. Praha : Havran, 2005. 165 s. ISBN 80-86515-57-5.
- 24.10.1517. Svatováclavská smlouva. Urození versus neurození. Praha : Havran, 2006. 122 s. ISBN 80-86515-67-2.
- Katovské řemeslo v českých zemích. Hradec Králové : Muzeum východních Čech v Hradci Králové, 2007. 104 s. ISBN 978-80-85031-70-6.
- Navzdory závisti. Životní příběh Albrechta z Valdštejna. Praha : Havran, 2007. 221 s. ISBN 978-80-86515-74-8.
- Lovecká vášeň v proměnách století. Praha : Havran, 2008. 235 s. ISBN 978-80-86515-88-5.
- Já jsem se dopustila... . Sexuální delikty ve východních Čechách v 16.-18. století. Ústí nad Orlicí : Oftis, 2008. 95 s. ISBN 978-80-7405-014-5.